# Николаевка (Светлогорский район)
Николаевка (бел. Мікалаеўка; до 1925 года - Кадаш) — деревня в Николаевском сельсовете Светлогорского района Гомельской области Республики Беларусь. Административный центр Николаевского сельсовета.

## География

### Расположение
В 50 км на запад от Светлогорска, 48 км от железнодорожной станции Светлогорск-на-Березине (на линии Жлобин — Калинковичи), 160 км от Гомеля.

## Транспортная сеть
Транспортные связи по просёлочной, затем автомобильной дороге Паричи — Озаричи. Планировка состоит из прямолинейной широтной улицы, к которой на западе присоединяется короткая меридиональная улица. Застройка двусторонняя, деревянная, усадебного типа. В 1987 году построены 54 кирпичные, коттеджного типа, дома, в которых разместились переселенцы из мест, загрязнённых радиацией после катастрофы на Чернобыльской АЭС.

## История
Согласно письменным источникам известна с XIX века как селение в Паричской волости Бобруйского уезда Минской губернии.
В 1930 году организован колхоз «Пролетарий», работала кузница. Во время Великой Отечественной войны действовала подпольная патриотическая группа. В июне 1944 года оккупанты сожгли 68 дворов и убили 65 жителей. Освобождена 24 июня 1944 года, в первый день наступления 65-й армии во время операции «Багратион». С 12 июля 1973 года центр Николаевского сельсовета Светлогорского района Гомельской области. Расположены средняя школа, Дом культуры, библиотека, столовая, магазин, фельдшерско-акушерский пункт, детский сад, отделение связи.
На территории Николаевского сельсовета находились (в настоящее время не существующие): до 1939 года посёлки Ближнее Гриздовье, Бельчо, Витов Брод, Высокий Дуб, Гвародец, Гарды, Густая Дуброва, Дальнее Гриздовье, Корма, Мостище, Подстарищи, Польские Глевы, Радин, Сетищи, Щетин, хутора Омельянов Хутор, Андреев Луг, Осиновка, Бовкуновка, Брищи, Осов, Глажень, Глевский Остров Длинная Нива, Драчи, Забродье, Заельницкий, Займищи, Заловищи, Залесье, Залужье, Замятынье, Замостье, Замошье, Заполье, Захарьин Хутор, Захватки, Заход, Еськовщина, Крюково, Поляна, Майдан, Марков Хутор, Мостки, Метищи, Нивки, Погатье, Подбродцы, Подклетка, Подмлынье, Подроманищи, Радьков, Сесин, Силины, У Дуба, Внукова Поляна, до 1950 года — хутор Малые Лядцы.

## Население

### Численность
- 2004 год — 123 хозяйства, 343 жителя

### Динамика
- 1897 год — 46 дворов, 287 жителей (согласно переписи)
- 1940 год — 70 дворов
- 1959 год — 241 житель (согласно переписи)
- 2004 год — 123 хозяйства, 343 жителя